# Ora Nudel
Ora Nudel, coniugata Yaron (in ebraico אורה נודל-ירון‎?; Ein Harod, 30 dicembre 1930), è un'ex cestista e scacchista israeliana.

## Carriera
Con Israele ha disputato i Campionati europei del 1950.